# تريسي دالي
تريسي دالي (بالإنجليزية: Tracy Dali)‏ هي راقصة وعارضة وممثلة أمريكية، ولدت في 17 سبتمبر 1966 في أوشينسايد في الولايات المتحدة.

## أعمال

### أفلام
- الملك العقرب[2][3][4]
- بولز أوف فيوري[5]

## وصلات خارجية
- تريسي دالي على موقع IMDb (الإنجليزية)
- تريسي دالي على موقع قاعدة بيانات الفيلم (الإنجليزية)